# Nepenthes adnata
Nepenthes adnata Tamin & M.Hotta ex Schlauer è una pianta carnivora, endemica di Sumatra, dove cresce ad altitudini di 600–1100 m.

## Conservazione
La Lista rossa IUCN classifica Nepenthes adnata come specie in pericolo di estinzione (Endangered).